# ラスト・レコード・アルバム
『ラスト・レコード・アルバム』（原題：The Last Record Album）は、アメリカ合衆国のロック・バンド、リトル・フィートが1975年に発表した5作目のスタジオ・アルバム。

## 背景
アルバム・タイトルは、ピーター・ボグダノヴィッチの監督映画『ラスト・ショー』（原題：The Last Picture Show）のパロディである。音楽的には、ビル・ペインとポール・バレアによりジャズ色が持ち込まれ始めた作品とみなされている。

## 反響・評価
Billboard 200では36位に達し、バンドにとって2作目の全米トップ200アルバムとなった。Stephen Thomas Erlewineはオールミュージックにおいて5点満点中3点を付け「グループは音楽的に『アメイジング!』のパート2を目指したのだろうが、ジョージによる音作りは平板で、率直に言って満足のいくアルバムには仕上がらなかった」と評している。

## 収録曲
Side 1
1. ロマンス・ダンス - "Romance Dance" (Paul Barrère, Kenny Gradney, Bill Payne) - 3:50
2. オール・ザット・ユー・ドリーム - "All That You Dream" (P. Barrère) - 3:52
3. ロング・ディスタンス・ラヴ - "Long Distance Love" (Lowell George) - 2:42
4. デイ・オア・ナイト - "Day or Night" (B. Payne, Fran Tate) - 6:26

Side 2
1. ワン・ラヴ・スタンド - "One Love Stand" (P. Barrère, K. Gradney, B. Payne) - 4:25
2. ダウン・ビロウ・ザ・ボーダーライン - "Down Below the Borderline" (L. George) - 3:45
3. サムバディズ・リーヴィン - "Somebody's Leavin'" (B. Payne) - 5:08
4. マーシナリィ・テリトリィ - "Mercenary Territory" (L. George, Richie Hayward) - 4:24

### CDボーナス・トラック
10.と11.は、元々はライヴ・アルバム『ウェイティング・フォー・コロンブス』のオリジナルLPに収録されていた。
1. "ボーナス・アナウンスメント" - "Bonus Announcement" - 0:07
2. ドント・ボガート・ザット・ジョイント - "Don't Bogart That Joint" (Elliot Ingber, Lawrence Wagner) - 1:03
3. アポリティカル・ブルース - "Apolitical Blues" (L. George) - 3:50

## カヴァー
- オール・ザット・ユー・ドリーム
  - リンダ・ロンシュタット - アルバム『ミス・アメリカ』（1978年）に収録[6]。なお、ロンシュタットはリトル・フィートのライブにおいても同曲でゲスト・ボーカリストを務め、その模様はリトル・フィート名義のコンピレーション・アルバム『軌跡』（1981年）に収録された[7]。
- ロング・ディスタンス・ラヴ
  - ニコレット・ラーソン - アルバム『レディオランド』（1980年）に収録[8]。
  - 桑田佳祐 - トリビュート・アルバム『ロックンロール・ドクター〜ローウェル・ジョージ・トリビュート・アルバム』（1997年）に提供[9]。
- ワン・ラヴ・スタンド
  - カーリー・サイモン - アルバム『見知らぬ二人』（1976年）に、リトル・フィートをバック・バンドに従えたカヴァーを収録[10]。

## 参加ミュージシャン
- ローウェル・ジョージ - ボーカル、スライドギター
- ポール・バレア - ボーカル、ギター
- ビル・ペイン - ボーカル、ピアノ、エレクトリックピアノ、モーグ・シンセサイザー
- ケニー・グラッドニー - ベース
- リッチー・ヘイワード - ドラムス、バックグラウンド・ボーカル
- サム・クレイトン - コンガ

アディショナル・ミュージシャン
- タワー・オブ・パワー - ホーン・セクション
- ジョン・ホール - ギター(on #2)
- フラン・テイト、ヴァレリー・カーター - バックグラウンド・ボーカル(on #3, #5)